# CF Extremadura
Club de Fútbol Extremadura – hiszpański klub piłkarski z siedzibą w Almendralejo, działający w latach 1924–2010.

## Historia
Klub Club de Fútbol Extremadura założony został w 1924 w Almendralejo. Do 1952 klub występował w ligach regionalnych. W 1952 klub awansował do trzeciej ligi. Dwa lata później awansował do Segunda División. W drugiej lidze Extremadura występowała przez 7 lat do 1961, najwyżej plasując się w tabeli w 1959. W 1970 klub spadł do ligi regionalnej i przez następne 7 lat występował w niej, dwukrotnie po drodze awansując i spadając z trzeciej ligi. Po reformie ligowej w 1977 klub występował w nowo utworzonej Tercera División. W Tercera División grał do 1990, kiedy to Extremadura awansowała do Segunda División B. W 1994 klub po 33-letniej przerwie klub powrócił do Segunda División.
W 1996 klub odniósł swój największy sukces w historii w postaci awansu do Primera División po wygraniu barażu z Albacete Balompié. Extremadura w swoim premierowym sezonie zajęła 19. miejsce, co oznaczało spadek do Segunda División. Po spadku z pierwszej ligi trenerem klubu został Rafael Benítez i w następnym roku klub powrócił do Primera División. Tak jak za pierwszym razem przygoda z Primera División zakończyła się spadkiem po przegranym barażu z Rayo Vallecano Madryt. Po spadku Extremadura przez trzy sezony grała w Segunda División. W 2007 klub z powodu kłopotów finansowych został zdegradowany do ligi regionalnej. Ostatecznie w sierpniu 2010 klub z powodu bankructwa został rozwiązany.

## Sukcesy
- 2 sezony w Primera División: 1996–1997, 1998–1999.
- 13 sezonów w Segunda División: 1954–1961, 1994–1996, 1997–1998, 1999–2002.